# Tití d'Illiger
El tití d'Illiger (Leontocebus illigeri) és una espècie de primat de la família dels cal·litríquids. És endèmic de l'Amazònia del Perú. Té una llargada de cap a gropa de 175-205 mm, la cua de 300-305 mm i un pes de 292-296 g. Anteriorment era considerat sinònim del tití de cap bru (L. fuscicollis). Fou anomenat en honor del zoòleg alemany Johann Karl Wilhelm Illiger.